# کلیرلیک کپیتال
Clearlake Capital Group، LP یک شرکت سهام خصوصی است که در سال ۲۰۰۶ تاسیس شد و بر بخش های فناوری، صنعتی و مصرف کننده تمرکز دارد. دفتر مرکزی این شرکت در سانتا مونیکا با شعبه های آن در دالاس ، لندن و دوبلین قرار دارد.     در سال ۲۰۲۲، این شرکت بخشی از یک کنسرسیوم سرمایه‌گذار به نام بلوکو بود که چلسی را خریداری کرد.  
در سال ۲۰۲۴، Clearlake Capital در رتبه بندی Private Equity International ' PEI ۳۰۰ از بزرگ ترین شرکت های سهام خصوصی در جهان در رتبه شانزدهم قرار گرفت.